# Gaucín
Gaucín és un poble de la província de Màlaga (Andalusia), que pertany a la comarca de la Serranía de Ronda, proper a Marbella, Estepona i Puerto Banús.